# Styl swobodny
Styl swobodny – jest to styl w sztuce starożytnej Grecji, trwający w latach 470 - 420 p.n.e.
Charakteryzował się on wprowadzeniem przez artystów zdobyczy malarstwa monumentalnego i rzeźby. 
Jednym z pierwszych, znanych nam artystów, który zastosował nowy sposób dekoracji był Malarz Achillesa. Rysunki, które wykonał wydają się być kopiami posągów. Malarz zwykle ustawiał po jednej postaci z każdej strony wazy, podobnie jak wcześniej robił to Malarz Berliński. W przedstawieniu Achillesa z Amfory Watykańskiej można odnaleźć charakterystyczną dla rzeźb Polikleta postawę bohatera. Również rysunek fałd i draperii szat wskazuje na wpływy rzeźby. 
Innym artystą tego okresu był Malarz Kleofona. Jego postacie przedstawione na wazie ukazują scenę pożegnania wojownika, są pełne dostojeństwa i powagi. Przypominają układem i wyrazem sztukę rzeźbiarską z Partenonu. 
Następcą stylu swobodnego był styl bogaty.